# Michael Carrick
Michael Carrick (ur. 28 lipca 1981 w Wallsend) – były angielski piłkarz grający na pozycji środkowego pomocnika, trener piłkarski.

## Życiorys
Karierę zaczynał w drużynie Wallsend Boys Club, w której grał w pięcioosobową piłkę nożną. W zespołach juniorskich grał jako napastnik, jednak później przekwalifikowano go na rozgrywającego.
Jego pierwszym profesjonalnym klubem był West Ham United, gdzie rozwijał się w słynnej szkółce „Młotów”. Oprócz niego, na Upton Park kariery zaczynali tacy piłkarze jak Joe Cole, Frank Lampard, Rio Ferdinand czy Jermain Defoe.
Swój debiut w West Hamie zaliczył w sierpniu 1999 roku, w wygranym 3:0 meczu przeciwko Bradford City, jednak władze klubu zdecydowały się wysłać go na wypożyczenie do Swindon Town, a pół roku później do Birmingham City, gdzie miał zbierać doświadczenie, by w następnych sezonach być czołową postacią w ekipie The Hammers.
Po powrocie z wypożyczenia Carrick od razu stał się wiodącą postacią w swoim klubie, co zakończyło się nominacją do nagrody Młodego Piłkarza Roku Football Association. Ostatecznie nagrodę zgarnął Steven Gerrard.
Przez następne lata Carrick odszedł w cień, a po sezonie 2002/2003 spadł wraz z West Hamem do 2. ligi angielskiej.
W kolejnym sezonie grał na zapleczu Premiership, radząc sobie na tyle dobrze, że zainteresowały się nim Portsmouth, Arsenal F.C. i Tottenham Hotspur.
Ostatecznie trafił do ekipy z White Hart Lane, gdzie wyrobił sobie dobrą markę, czego dowodem było zainteresowanie jego osobą przez samego Sir Alexa Fergusona.
Menedżer Manchesteru United był zdeterminowany do zakupu angielskiego pomocnika. Pierwsza oferta opiewająca na 10 mln funtów szterlingów została odrzucona, jednak kolejną, wynoszącą 14 mln funtów, włodarze Tottenhamu zaakceptowali i 31 lipca 2006 roku Michael Carrick oficjalnie stał się piłkarzem Manchesteru United.
W United otrzymał koszulkę z numerem 16, która wcześniej należała do Roya Keane’a, wieloletniego kapitana drużyny z Old Trafford. Kibice oczekiwali, że Michael godnie zastąpi ich ulubieńca z poprzednich lat, co sprawiło, że Anglik grał pod wielką presją już od pierwszego meczu w barwach „Czerwonych Diabłów”.
Sezon zaczął przeciętnie i od razu w gazetach pojawiły się opinie mówiące o tym, że Sir Alex Ferguson przepłacił za Michaela. Jednak z czasem grał coraz lepiej, strzelając swoją pierwszą bramkę w barwach United w meczu z Aston Villą, wygranym przez jego klub 3:1. Później zdobył jeszcze 2 bramki, pokonując bramkarzy Blackburn Rovers i Sheffield United F.C.
Prawdziwym popisem jego umiejętności był jednak mecz z AS Romą w ćwierćfinale Ligi Mistrzów zakończony wynikiem 7:1 dla United. Carrick strzelił dwie piękne bramki, świetnie rozgrywał piłkę i został uznany bohaterem tego pamiętnego meczu.
Pierwszy sezon w barwach Manchesteru United Carrick zakończył z tytułem Mistrza Anglii. W reprezentacji Anglii zadebiutował w 2001 roku, jednak jego pierwszym poważnym turniejem były Mistrzostwa Świata rozgrywane w Niemczech w 2006 roku. Zagrał tam w jednym meczu – przeciwko Ekwadorowi w 1/8 finału rozgrywek. Był regularnie powoływany do kadry Steve’a McClarena na mecze eliminacyjne do Euro 2008.
20 marca 2015 roku Louis van Gaal ogłosił, że przedłużył kontrakt z zawodnikiem do czerwca 2016 roku. 9 czerwca 2016 roku przedłużył swój kontrakt z Manchesterem United o kolejny rok.
11 lipca 2017 roku, po odejściu z zespołu Wayne’a Rooneya, został mianowany nowym kapitanem Manchesteru United.
19 stycznia 2018 roku ogłosił, że po zakończeniu sezonu 2017/2018 zakończy karierę i jednocześnie dołączy do sztabu szkoleniowego „Czerwonych Diabłów”.
Ostatni mecz w karierze rozegrał 13 maja 2018 roku w zwycięskim spotkaniu 1:0 przeciwko Watford, zostając zmienionym w 84 minucie przez Paula Pogbę.
21 listopada 2021 roku, po zwolnieniu Ole Gunnara Solskjæra z funkcji menadżera Manchesteru United, został tymczasowym trenerem klubu. W nowej roli zadebiutował dwa dni później w wygranym 0:2 meczu przeciwko Villarreal. 29 listopada 2021 roku stanowisko tymczasowego trenera Manchesteru United powierzono Ralfowi Rangnickowi. 2 grudnia 2021 roku Carrick ogłosił, że po 15 latach opuszcza Manchester United.

## Statystyki kariery

### Piłkarskie
| Klub                   | Sezon              | Liga               | Liga  | Liga   | Puchar Anglii | Puchar Anglii | Puchar ligi | Puchar ligi | Europa | Europa | Inne  | Inne   | Suma  | Suma   |
| Klub                   | Sezon              | Liga               | Mecze | Bramki | Mecze         | Bramki        | Mecze       | Bramki      | Mecze  | Bramki | Mecze | Bramki | Mecze | Bramki |
| ---------------------- | ------------------ | ------------------ | ----- | ------ | ------------- | ------------- | ----------- | ----------- | ------ | ------ | ----- | ------ | ----- | ------ |
| West Ham United        | 1999/00            | Premier League     | 8     | 1      | 0             | 0             | 0           | 0           | –      | –      | 1     | 0      | 9     | 1      |
| Swindon Town (wyp.)    | 1999/00            | First Division     | 6     | 2      | 0             | 0             | 0           | 0           | –      | –      | –     | –      | 6     | 2      |
| Birmingham City (wyp.) | 1999/00            | First Division     | 2     | 0      | 0             | 0             | 0           | 0           | –      | –      | –     | –      | 2     | 0      |
| West Ham United        | 2000/01            | Premier League     | 33    | 1      | 4             | 0             | 4           | 0           | –      | –      | –     | –      | 41    | 1      |
| West Ham United        | 2001/02            | Premier League     | 30    | 2      | 1             | 0             | 1           | 0           | –      | –      | –     | –      | 32    | 2      |
| West Ham United        | 2002/03            | Premier League     | 30    | 1      | 2             | 0             | 2           | 0           | –      | –      | –     | –      | 34    | 1      |
| West Ham United        | 2003/04            | First Division     | 35    | 1      | 4             | 0             | 1           | 0           | –      | –      | 3     | 0      | 43    | 1      |
| Tottenham Hotspur      | 2004/05            | Premier League     | 29    | 0      | 6             | 0             | 3           | 0           | –      | –      | –     | –      | 38    | 0      |
| Tottenham Hotspur      | 2005/06            | Premier League     | 35    | 2      | 1             | 0             | 1           | 0           | –      | –      | –     | –      | 37    | 2      |
| Manchester United      | 2006/07            | Premier League     | 33    | 3      | 7             | 1             | 0           | 0           | 12     | 2      | –     | –      | 52    | 6      |
| Manchester United      | 2007/08            | Premier League     | 31    | 2      | 4             | 0             | 1           | 0           | 12     | 0      | 1     | 0      | 49    | 2      |
| Manchester United      | 2008/09            | Premier League     | 28    | 4      | 3             | 0             | 1           | 0           | 9      | 0      | 2     | 0      | 43    | 4      |
| Manchester United      | 2009/10            | Premier League     | 30    | 3      | 0             | 0             | 5           | 1           | 8      | 1      | 1     | 0      | 44    | 5      |
| Manchester United      | 2010/11            | Premier League     | 28    | 0      | 3             | 0             | 1           | 0           | 11     | 0      | 1     | 0      | 44    | 0      |
| Manchester United      | 2011/12            | Premier League     | 30    | 2      | 2             | 0             | 1           | 0           | 7      | 0      | 1     | 0      | 41    | 2      |
| Manchester United      | 2012/13            | Premier League     | 36    | 1      | 5             | 0             | 0           | 0           | 5      | 1      | –     | –      | 46    | 2      |
| Manchester United      | 2013/14            | Premier League     | 29    | 1      | 0             | 0             | 3           | 0           | 7      | 0      | 1     | 0      | 40    | 1      |
| Manchester United      | 2014/15            | Premier League     | 18    | 1      | 2             | 0             | 0           | 0           | –      | –      | –     | –      | 20    | 1      |
| Manchester United      | 2015/16            | Premier League     | 28    | 0      | 5             | 0             | 1           | 0           | 8      | 0      | –     | –      | 42    | 0      |
| Manchester United      | 2016/17            | Premier League     | 23    | 0      | 2             | 0             | 5           | 1           | 7      | 0      | 1     | 0      | 38    | 1      |
| Manchester United      | 2017/18            | Premier League     | 2     | 0      | 2             | 0             | 1           | 0           | 0      | 0      | 0     | 0      | 5     | 0      |
| Ogólnie w karierze     | Ogólnie w karierze | Ogólnie w karierze | 524   | 27     | 53            | 1             | 31          | 2           | 86     | 4      | 12    | 0      | 706   | 34     |

### Trenerskie
Stan na 2 grudnia 2021
| Zespół            | Od                | Do             | Statystyka | Statystyka | Statystyka | Statystyka | Statystyka  |
| Zespół            | Od                | Do             | Mecze      | Wygrane    | Remisy     | Przegrane  | % wygranych |
| ----------------- | ----------------- | -------------- | ---------- | ---------- | ---------- | ---------- | ----------- |
| Manchester United | 21 listopada 2021 | 2 grudnia 2021 | 3          | 2          | 1          | 0          | 66.7        |
| Łącznie           | Łącznie           | Łącznie        | 3          | 2          | 1          | 0          | 66.7        |

Nie są brane pod uwagę mecze towarzyskie.

## Sukcesy
Manchester United
- Puchar Anglii (1): 2015/2016
- Mistrzostwo Anglii (5): 2006/2007, 2007/2008, 2008/2009, 2010/2011, 2012/2013
- Tarcza Wspólnoty (6): 2007, 2008, 2010, 2011, 2013, 2016
- Klubowe mistrzostwa świata (1): 2008
- Puchar Ligi Angielskiej (3): 2008/2009, 2009/2010, 2016/2017
- Liga Mistrzów (1): 2007/2008
- Liga Europy (1): 2016/2017